# 田广凤
田广凤（1954年12月—），中华人民共和国政治人物、外交官。
2004年，接替高克祥担任中华人民共和国驻几内亚比绍大使。2007年，由严邦华接任。